# Rhagada bulgana
Rhagada bulgana är en snäckart som beskrevs av Alan Solem 1997. Rhagada bulgana ingår i släktet Rhagada och familjen Camaenidae. Inga underarter finns listade i Catalogue of Life.